# 奧德拉德內 (舍夫琴科韋市鎮)
49°45′29″N 37°6′45″E / 49.75806°N 37.11250°E
奧德拉德內（烏克蘭語：Одрадне）是位於烏克蘭東部的村莊，由哈爾科夫州庫皮揚斯克區的舍夫琴科韦市镇負責管轄。該村處於大布爾盧克河畔，始建於1799年，面積1.06平方公里，海拔高度103米，2001年人口91。